# Frullania tamarisci
Frullania tamarisci là một loài rêu tản trong họ Jubulaceae. Loài này được (L.) Dumort. miêu tả khoa học lần đầu tiên năm 1835.

## Hình ảnh

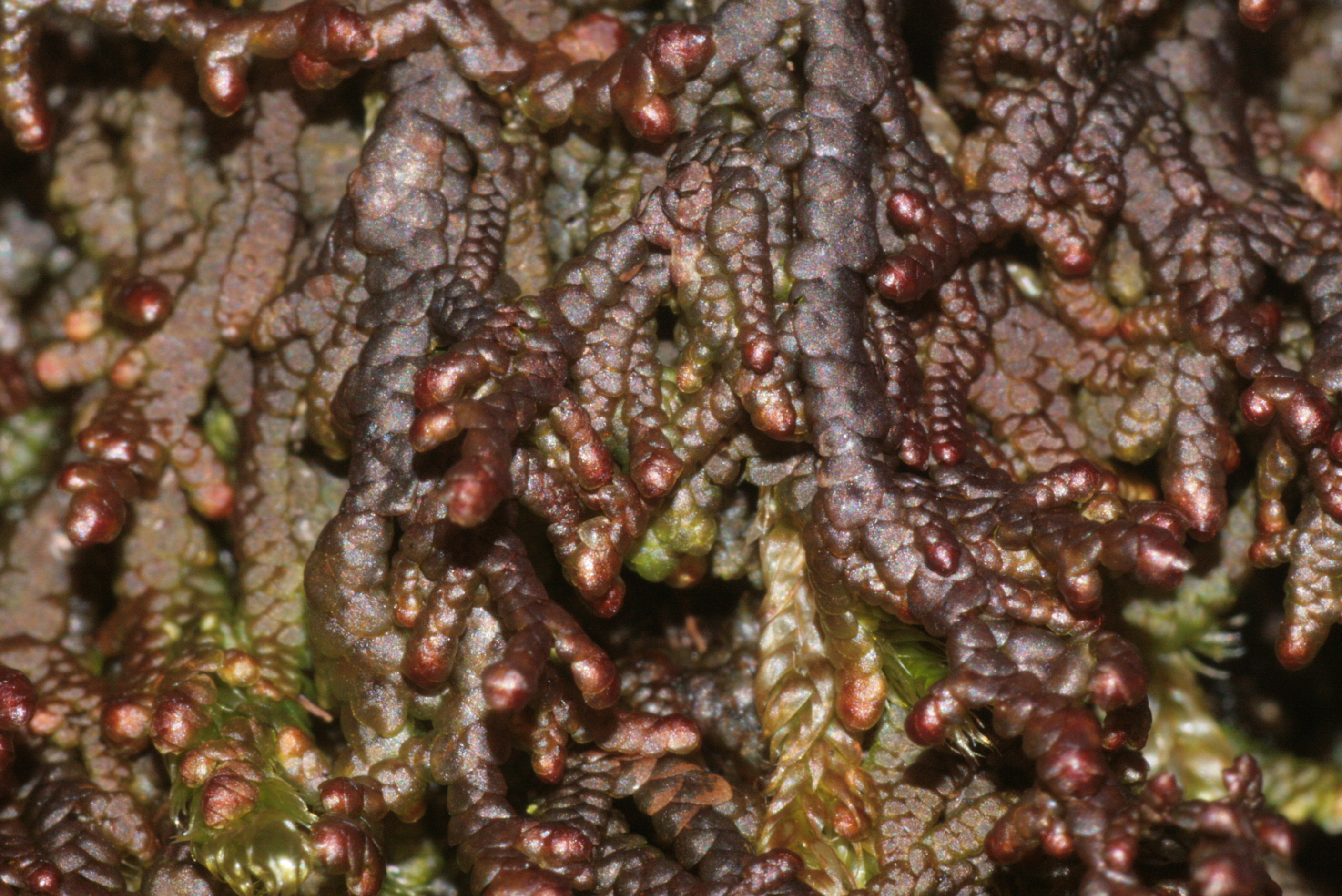
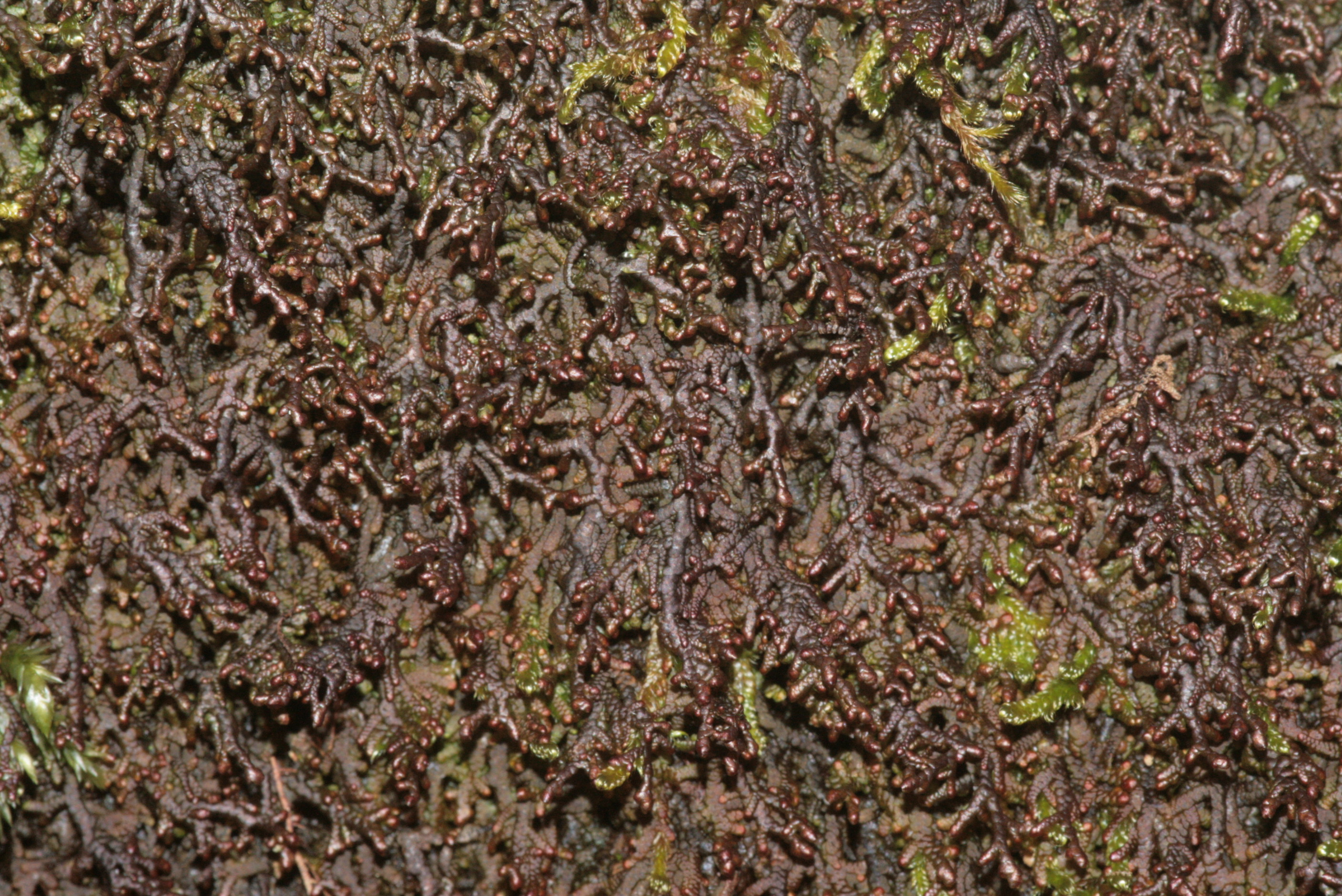
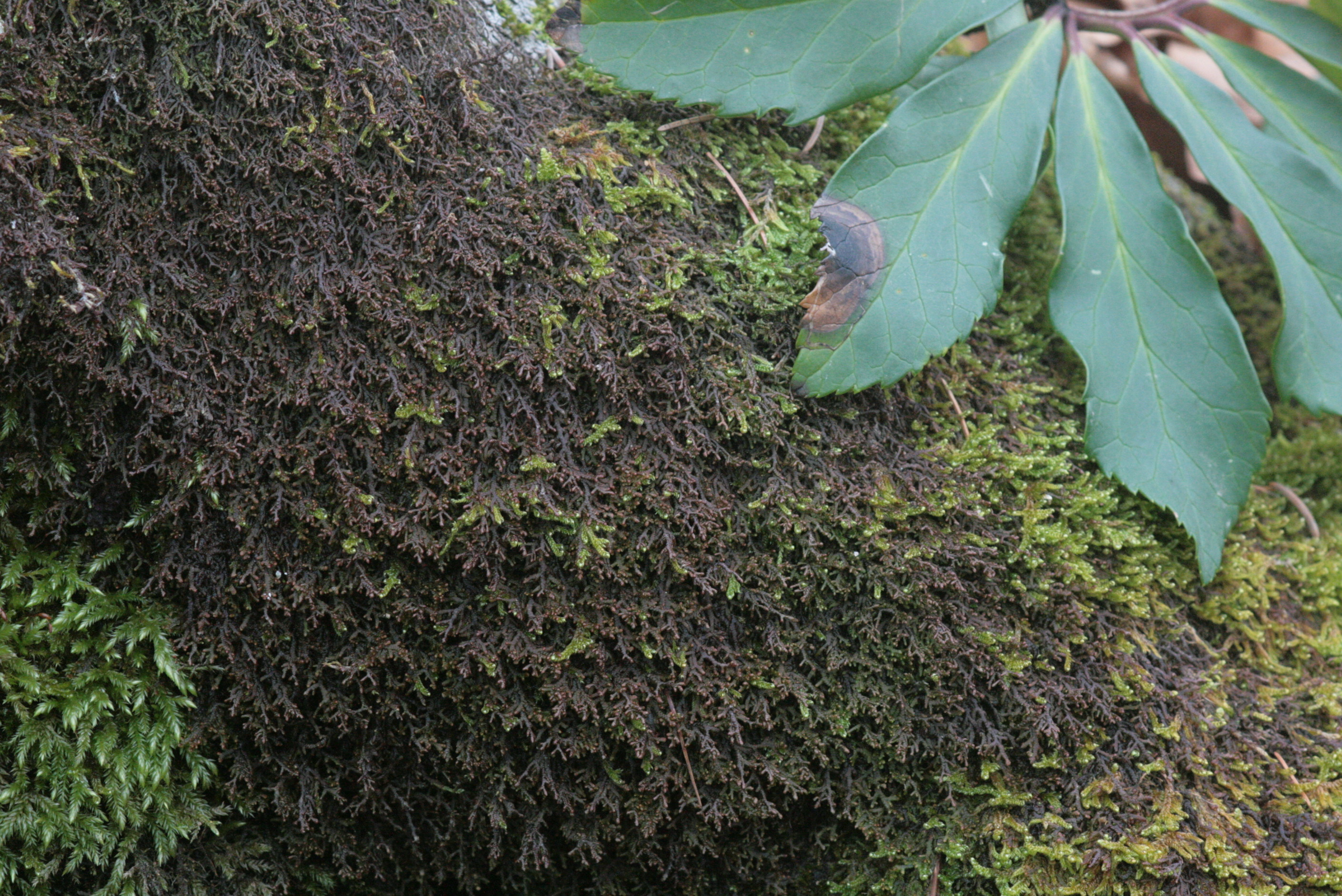
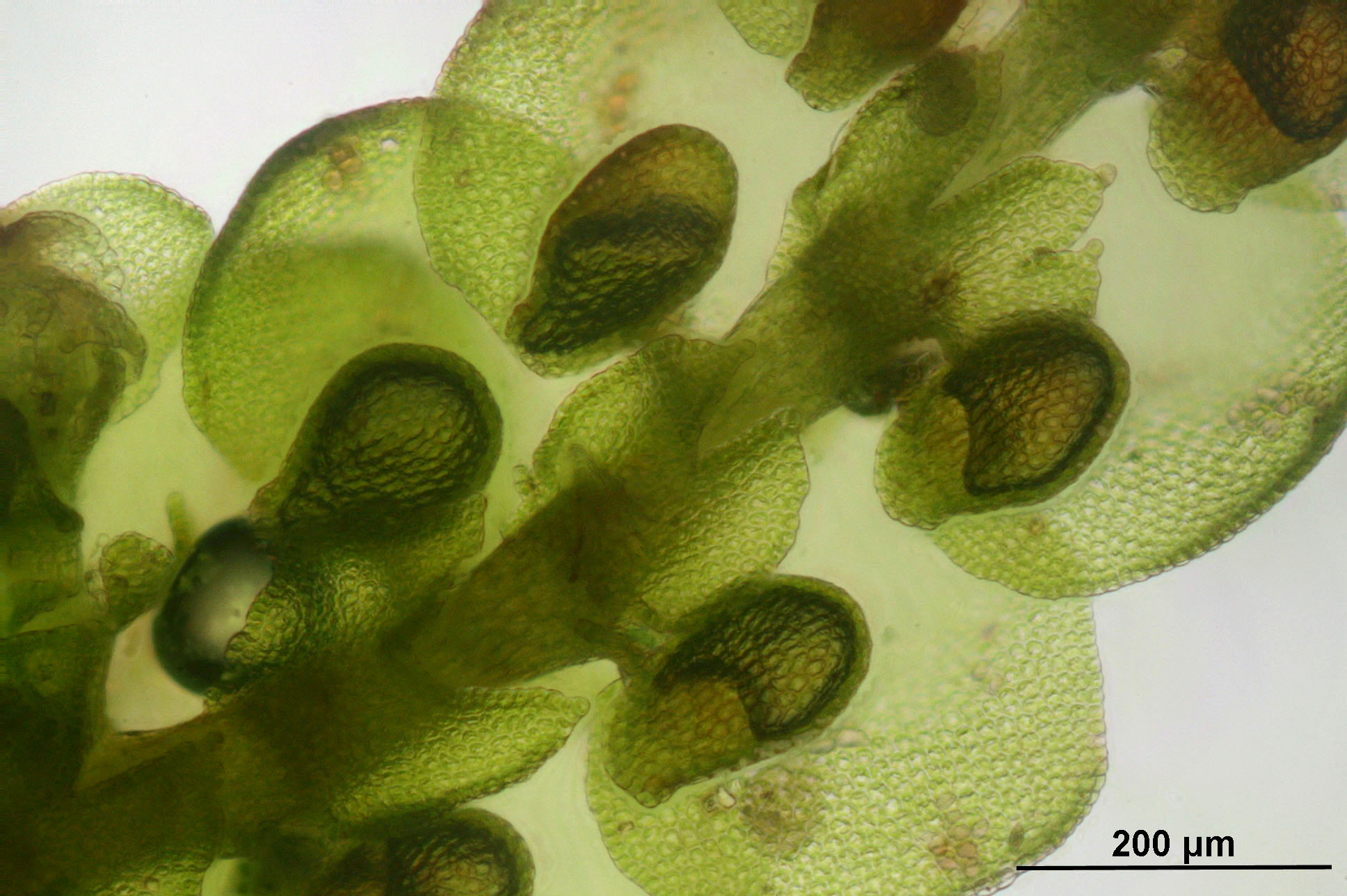